# 任興淳
任 興淳（イム・フンスン、朝鮮語: 임흥순、1895年12月9日 - 1971年2月14日または12月14日）は、日本統治時代の朝鮮および大韓民国の政治家。第2・3代韓国国会議員、第9代ソウル特別市長を歴任した。本貫は豊川任氏。

## 経歴
ソウル市中区筆洞出身。普成高等普通学校（現・普成高等学校）卒。三・一運動に参加した疑いにより逮捕されたが、1919年8月、京城地方法院で免訴決定を受けて釈放された。1921年4月、株式会社ソウル社常務取締役、東亜信託株式会社取締役を務め、動産・不動産の売買と金融業に従事し、1924年に同民会に参加した。解放前は京城府協議員、京城府里町連合会会長、京城府東区防護団第1分団長を務めたほか、咸鏡南道北青郡、平安北道昌城郡、江原道旌善郡・三陟郡、忠清南道洪城郡・保寧郡などで鉱山を開発し、第二次世界大戦中は京畿道楊州郡で農場と牧場を経営した。以後は親日行為が目立ち、1941年9月に臨戦対策協力会の債券街頭遊擊隊および朝鮮臨戦報国団発起人を務め、10月からは評議員として活動した。同年12月、城東住民軍用機献納期成会を発起し、理事を務めた。1943年に大日本婦人会総代を務め、同年4月、会員から集めた鍮器1200余点を海軍武官部に献納し、11月に鍾路翼賛委員会城東地区委員として活動し、学徒兵への支援を勧誘した。その後は大韓金融組合連合会幹事、城東区洞会連合会会長、自由新聞創設経営者、国民会城東区支部支部長、民保団ソウル特別市総団長、第2・3代国会議員、民主国民党代表幹事、国会国防委員会委員長・拉致民間人士送還対策委員会委員長・休戦対策特別委員会委員長、自由党総務部長・中央執行委員会幹事長・中央常任委員会議長・企画委員、大韓サッカー連盟会長を務めた。1959年6月12日より第9代ソウル特別市長を務めたが、1960年の4・19革命により同月30日に退陣した。
1971年12月14日、老衰によりソウル市城東区の自宅で死去。享年76。

## エピソード
1949年6月、反民特委に逮捕されたが、同年8月に不起訴処分を受け釈放された。
民主国民党所属時は国民防衛軍事件の究明に積極的だった。
1952年の釜山政治波動の時は59日間拘留された。
4・19革命の後、3・15不正選挙、張勉副統領狙撃事件などの疑いにより、1960年5月に拘束収監された。1961年7月、大法院で無期懲役が確定され、8月の革命裁判により懲役12年を処されたが、同年12月に発足した5・16軍事政権の国家再建最高会議による刑罰免除決定を受けて釈放された。